# О долготе и краткости жизни
«О долготе и краткости жизни» (др.-греч. Περὶ μακροβιότητος καὶ βραχυβιότητος; лат. De longitudine et brevitate vitae, по нумерации Беккера № 464b19-467b9) — Трактат Аристотеля, являющийся первым в истории античной философии исследованием причин продолжительности жизни живых существ. Трактат является частью цикла цикла Малые сочинение о природе.
Трактат состоит из 6 глав, в которых приводятся тезисы: о краткости жизни в связи с пониманием единства телесной природы и бренности всех живых организмов; о роли теплоты и влажности в поддержании биологических процессов жизни; о том, как сохранение баланса теплого и влажного зависит от окружающей среды, климата, питания, обильности выделений из организма, труда, способности к обновлению жизненных сил, и в каких случаях указанные факторы продлевают срок жизни; о причине более долгой жизни растений по сравнению с животными.

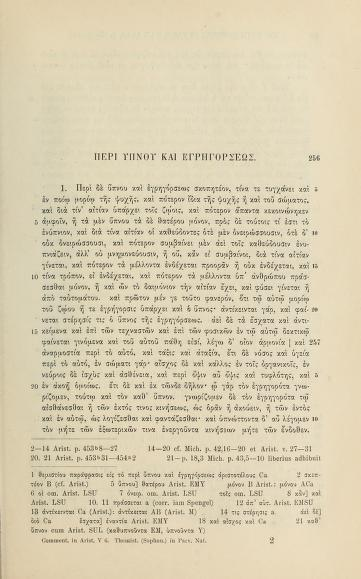
Комментарии Фемистия на трактат «О долготе и краткости жизни»

## Содержание

### Глава 1
В начале трактата Аристотель указывает следующие трудности, возникающие в ходе поиска причин долготы и краткости жизни. Во-первых, не ясно, можно ли объяснить долголетие и краткость жизни одной причиной для всех живых существ. Во-вторых, трудно сказать, являются ли здоровье и болезни причинами долготы и краткости жизни, или есть болезни, которые не влияют на продолжительность жизни больных.

### Глава 2, 3
Вопрос о краткости жизни связан с пониманием смертности всякого живого существа и шире — всего, что возникает и уничтожается. И Аристотель рассматривает эту проблему в контексте общего физического учения об элементах. Разрушимо все, что имеет сложную природу и состоит из первоэлементов, а таковы все живые природные тела. Но не вечны и сами четыре элемента (земля, вода, воздух и огонь). Они включены в постоянную борьбу, в ходе которой составляющие их качества (сухое и влажное, горячее и холодное) переходят друг в друга и таким образом дают начало процессам возникновения и уничтожения. По словам Аристотеля:
«…благодаря различным превращениям одни по природе более долговечны, другие — менее, но ничто не будет вечным из того, в чем заключены противоположности.»

### Глава 4
Аристотель отвергает следующие причины долгожительства: размер, принадлежность существа к растениям или животным, «кровность» и «бескровность», обитание в воде или на суше. И постулирует, что долгожители встречаются среди растений (финиковая пальма), а сопутствующими признаками долгой жизни является наличие крови, обитание на суше и большой размер. 
« …дольше жить должны сухопутные животные с кровью, например, человек и слон. „

### Глава 5
В этой главе Аристотель связывает долгую жизнь с качествами. Наиболее важны влажное и теплое:
“…живое существо по своей природе влажно и горячо, такова и жизнь, а старое сухо и холодно, такова и смерть…» 

### Глава 6
Глава 6 посвящена объяснению долгой жизни растений. 
«Главный секрет долголетия деревьев заключается в том, что они способны к постоянному обновлению. „
“…Растения постоянно обновляются — потому они и долговечны. У них всегда растут новые побеги, а старые отмирают»

## Русский перевод
- Аристотель. О долготе и краткости жизни / Пер. М. А. Солоповой // Вопросы философии. 2016. № 12. — С. 161—173.